# 南戈拉
南戈拉（法語：Nangola），是馬里的城鎮，位於該國西部，由庫利科羅區的迪瓦拉省負責管轄，面積450平方公里，海拔高度308米，2009年人口18,307，人口密度每平方公里40.7人。
12°40′N 6°36′W / 12.667°N 6.600°W